# Монгар-дзонг
Монгар-дзонг — крепость-монастырь, построенная в XX веке в Бутане над городом Монгар в дзонгхаге Монгар. Дзонг строился после пожара прежнего Шонгар-дзонга, который решили не восстанавливать. Новое место было выбрано по причине благоприятного климата.
В 1930 году была предпринята первая попытка построить дзонг по тому же проекту, что и королевский дворец Ламей-гомпа в Бумтанге. В 1953 году дзонг был расширен и перестроен. В дзонге проживают около 50 монахов.
В дзонге имеются помещения для администрации региона, монастырь с комнатами для монахов. В дзонге хранятся реликвии Шонгар-дзонга.
Праздник (цечу) проводится каждый год 8-10 числа 10 месяца по бутанскому календарю (примерно в конце ноября — начале декабря)
.